# Paragraf 171 trestního zákona Kyperské republiky
Paragraf 171 trestního zákona Kyperské republiky byl součástí kyperského trestního zákoníku přijatého roku 1929, který kriminalizoval dobrovolnou homosexuální aktivitu mezi muži. Šlo o pozůstatek někdejšího britského koloniálního práva, který přežil osamostatnění Kypru o celých 38 let. Platil až do roku 1998 v následujícím znění:
| „ | Každý, kdo (a) má pohlavní styk s jakoukoli osobou v rozporu se zákony přírody, nebo (b) umožní osobě mužského pohlaví, aby s ním měla pohlavní styk v rozporu se zákony přírody, je vinen zločinem a bude potrestán odnětím svobody v délce trvání pěti let. | “ |

## Soudní procesy
Paragraf 171 nebyl nikdy aplikován na lesbické ženy a nekriminalizoval lesbický pohlavní styk. Byť se uplatňoval jen zřídka, stal se důvodem k podání žaloby k Evropskému soudu pro lidská práva Kypřanem Alecem Modinem. Modinos v roce 1979 zakládal kyperské hnutí za práva gayů.
Soud se 22. dubna 1993 rozhodl Modinovým případem zabývat a s většinovou podporou evropských soudců došel k závěru, že Kypr jednal v rozporu se článkem 8 Evropské úmluvy o lidských právech, která garantuje právo občanů na soukromí. Rozhodnutí Evropského soudu se týkalo rovněž i Dudgeonovy kauzy ve Spojeném království (1981) a Norrisovy kauzy v Irsku (1988). 
Soudce Mehmet Zeka, turecký Kypřan, schvalující § 171 a nesouhlasící s tím, aby Dudgeonova kauza měla za následek zrušení severoirských zákonů proti bestialitě, ve svém odlišném stanovisku ironicky tvrdil, že jako kyperský soudce může být „v lepší pozici předpovídat pobouření veřejnosti a zmatek, který bude následovat, pokud budou takové zákony zrušeny nebo změněny ve prospěch homosexuálů, ať už na Kypru nebo v Severním Irsku. Obě země jsou nábožensky orientovány a přidržují se morálních standardů, které jsou stará celá staletí.“

## Zrušení
Rada Evropy vydala oficiální varování Kypru, že pokud okamžitě nezruší veškeré soudní procesy s Modinem, budou mu hrozit politické sankce. V důsledku toho Kypr 21. května 1998, pět let po rozsudku evropského soudu, dekriminalizoval veškerou konsensuální sexuální aktivitu mezi muži. Z 56 členů parlamentu hlasovalo pro 36, osm proti, jeden se zdržel a 11 poslanců bylo nepřítomno.
V roce 2002 zákonodárci pokračovali srovnáním věkové hranice legálního homosexuálního styku s heterosexuálním na 17 let. Alecos Modinos byl v roce 2009 oceněn na konferenci ILGA-Europe a v prosinci 2013 u příležitosti Dne lidských práv kyperskou organizací Accept LGBT Cyprus a úřadem ombudsmanky.